# Nachal Zedim
Nachal Zedim (hebrejsky נחל זדים) je vádí na pomezí regionu Šefela a severního okraje Negevské pouště, v jižním Izraeli.
Začíná v nadmořské výšce přes 150 metrů severně od vesnice Ruchama. Směřuje pak k severozápadu mírně zvlněnou zemědělsky využívanou a prakticky neosídlenou krajinou. U lokality zaniklého osídlení Churvat Maršan (חורבת מרשן), jihovýchodně od vesnice Bror Chajil ústí zleva do toku Nachal Šikma.